# George Washington Custis Lee

George Washington Custis Lee

George Washington Custis Lee (* 16. September 1832 in Fort Monroe, Virginia; † 18. Februar 1913 in „Ravensworth“ bei Annandale, Fairfax County, Virginia) war Offizier im US-Heer und General im konföderierten Heer im Sezessionskrieg. Er war der älteste Sohn von Robert E. Lee und Mary Anna Randolph Custis, Bruder von William Henry Fitzhugh Lee und Cousin von Fitzhugh Lee.
Sein Großvater war George Washington Parke Custis, Adoptivsohn George Washingtons. 
Geboren in Fort Monroe, Virginia, wurde Lee an Privatschulen in Virginia ausgebildet, bevor er 1850 in die Fußstapfen seines Vaters trat und an der US-Militärakademie in West Point, New York aufgenommen wurde. Lees Leistungen an der Akademie waren herausragend, und er schloss sie 1854 als Bester seines Jahrgangs ab. Nach seinem Abschluss wurde er Leutnant im Pionierkorps des US-Heeres. 
Als sein Heimatstaat Virginia Anfang 1861 aus der Union austrat, gab Lee sein Offizierspatent zurück und schloss sich dem konföderierten Heer an, in deren Pionierkorps er half, die Verteidigungsanlagen der konföderierten Hauptstadt Richmond, Virginia auszubauen.
Die meiste Zeit des Krieges diente er danach als Sekretär und Adjutant Präsident Jefferson Davis’ und stieg in dieser Funktion rasch zum Brigadegeneral und Generalmajor auf. 
Ende 1864 bekam er ein Feldkommando, eine Division in den Verteidigungsstellungen von Richmond. Nach dem Fall der Hauptstadt am 2. April 1865 gehörte seine Division zu den konföderierten Truppen, die in den Gefechten am Sailor’s Creek von überlegenen Streitkräften der Nordstaaten angegriffen und zur Kapitulation gezwungen wurden; Lee wurde kurz darauf auf Ehrenwort entlassen. 
Nach dem Krieg lehrte Lee am Virginia Military Institute und wurde nach dem Tod seines Vaters dessen Nachfolger als Präsident der Washington and Lee University, eine Funktion, die er bis 1897 ausfüllte. 
Lee verklagte die USA erfolgreich auf Rückgabe von Arlington House, das während des Krieges konfisziert worden war. 1883 verkaufte Lee das Haus für 150.000 US-Dollar an die Regierung der USA.
Lee starb am 18. Februar 1913 in „Ravensworth Mansion“, einem Anwesen, das seinen Neffen, den Söhnen des verstorbenen William Henry Fitzhugh Lee, gehörte.